# 萬綿前

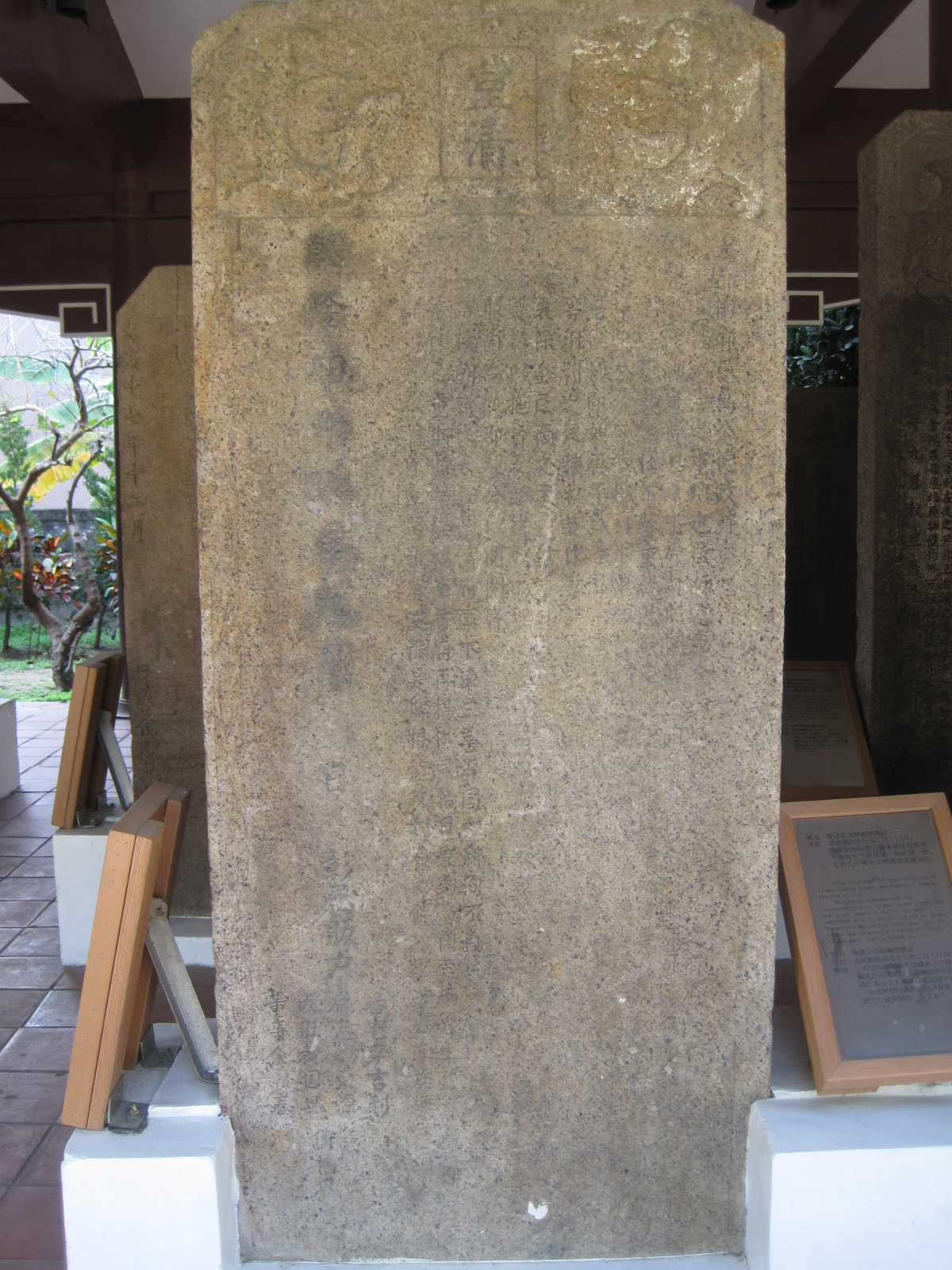
位於南門碑林的大郡伯守愚萬公德政碑

萬綿前（？—？），字分村，號守愚，本籍浙江，中國清朝官員。

## 生平
萬綿前於1778年（乾隆43年）由延平知府調任台灣，奉旨接替蔣元樞，於台灣地區擔任台灣府知府。而此官職是台灣清治時期此期間，受台灣道制約的台灣地方父母官。1782年－1783年台灣彰化嘉義發生漳泉械鬥，治事無方的他被福建巡撫楊魁與來台平亂的黃仕簡參奏，在督導十六萬餘石穀物清運後，被參革。